# Kevin Allen
Kevin Allen (Swansea, 15 settembre 1959) è un attore, regista e sceneggiatore britannico.

## Biografia
Nato in Galles, è il fratello dell'attore Keith Allen, nonché lo zio della cantante Lily Allen e dell'attore Alfie Allen.

## Filmografia

### Regista
- Twin Town (1997) - anche sceneggiatore
- The Big Tease (1999)
- Agente Cody Banks 2 - Destinazione Londra (Agent Cody Banks 2: Destination London) (2004)
- Benidorm - serie TV (2007)
- Flat Lake (2013)
- Y Syrcas (2013)

### Filmografia parziale
- The Comic Strip Presents... - serie TV (1984-1993)
- Mangia il ricco (Eat the Rich), regia di Peter Richardson (1987)
- Look at It This Way - miniserie TV (1992)
- Sbirri da sballo (The Thin Blue Line) - serie TV (1995)
- Le donne non sono tutte uguali (Different for Girls), regia di Richard Spence (1996)
- Trainspotting, regia di Danny Boyle (1996)
- Twin Town, regia di Kevin Allen (1997)
- Spice Girls - Il film (Spice World), regia di Bob Spiers (1997)
- The Big Tease, regia di Kevin Allen (1999)
- The Skulls - I teschi (The Skulls), regia di Rob Cohen (2000)